# Macmot đuôi dài
Macmot đuôi dài hay macmot vàng (danh pháp hai phần: Marmota caudata) là một loài macmot trong họ Sóc.
Loài này có ở Afghanistan, Trung Quốc, Ấn Độ, Kazakhstan, Kyrgyzstan, Pakistan, Tajikistan, và Uzbekistan.
Môi trường sống tự nhiên của chúng là đồng cỏ ôn đới.

## Hình ảnh

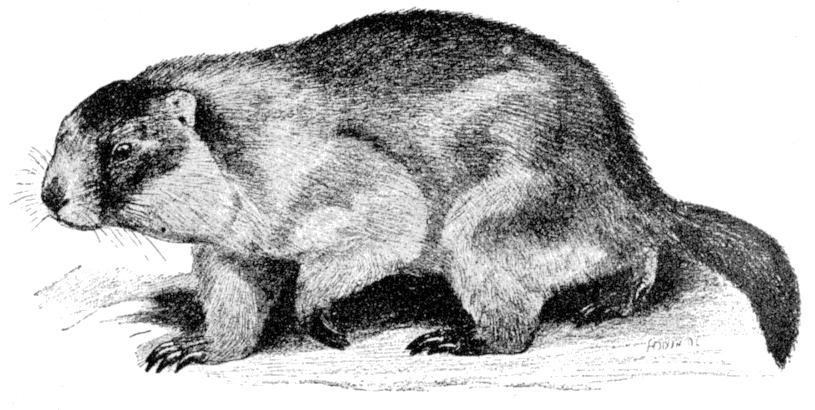
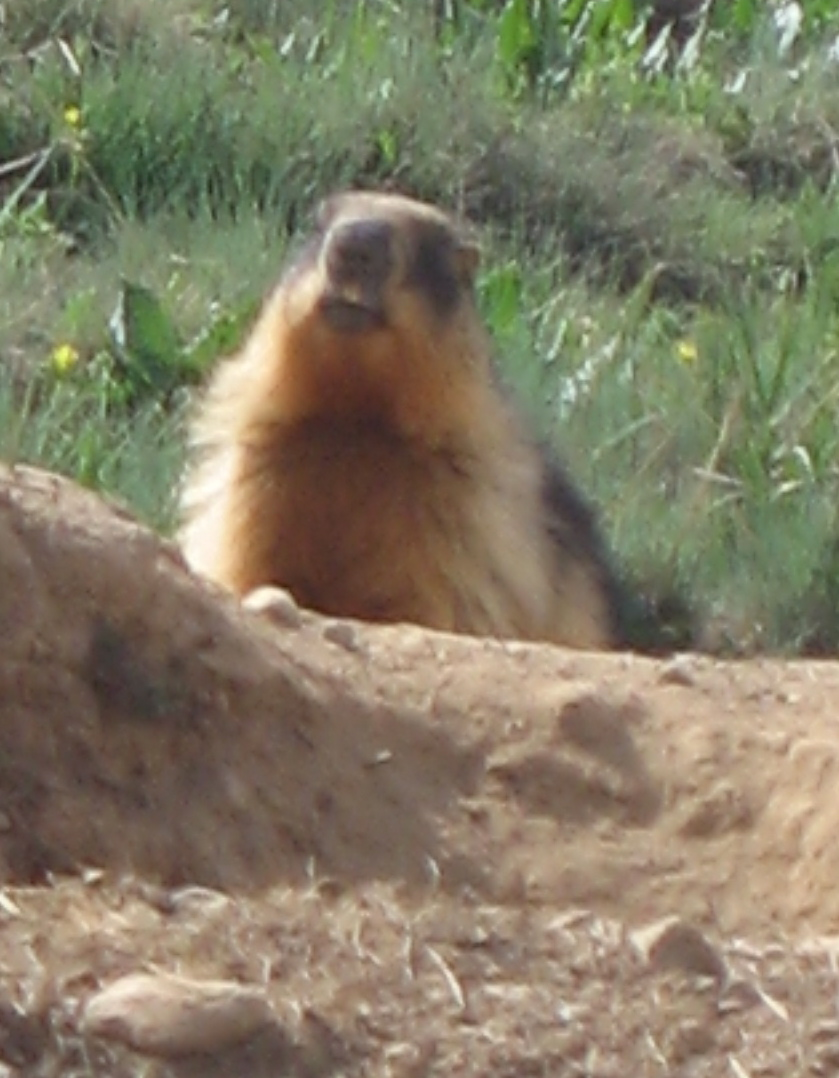
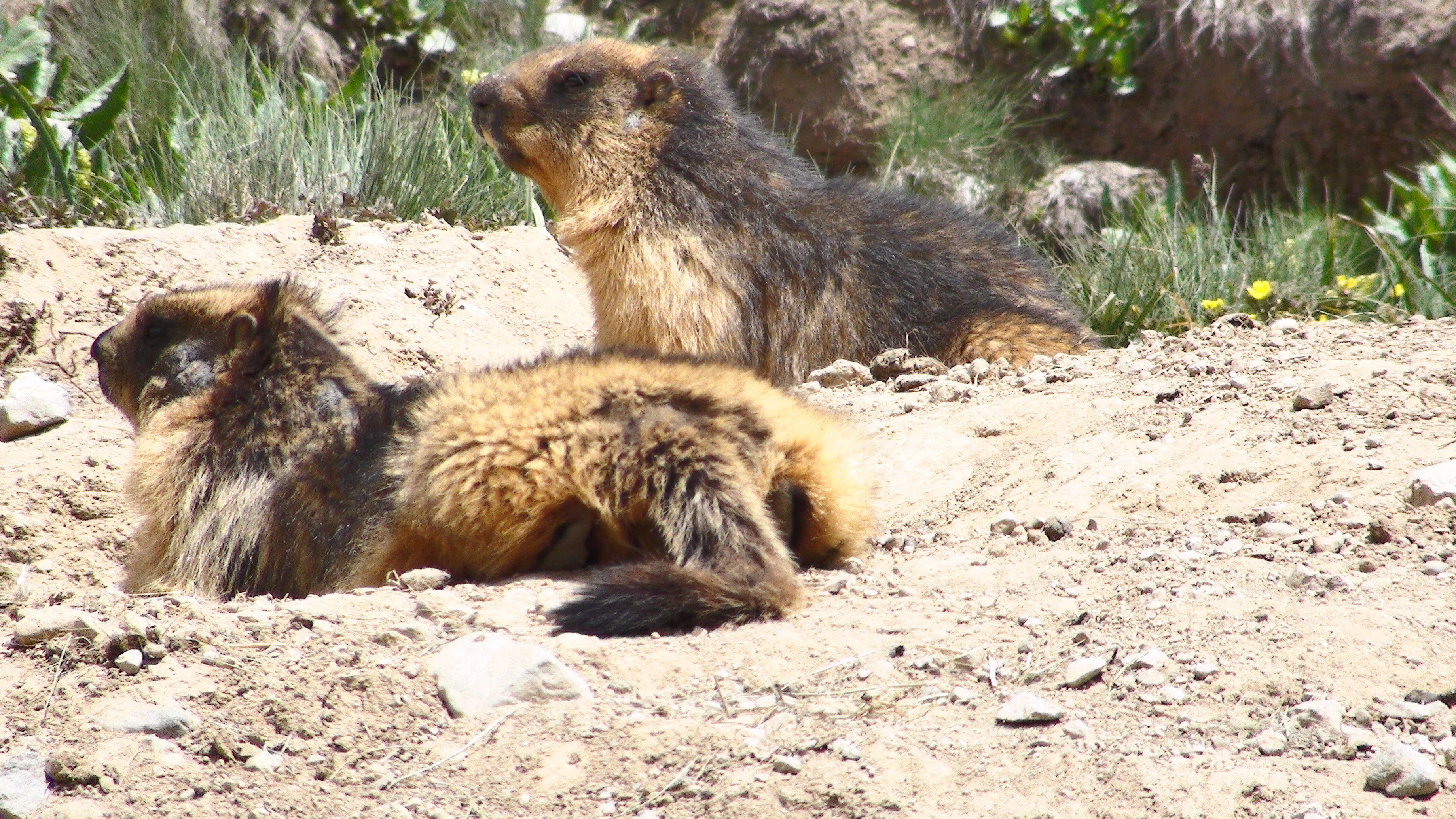